# XX Centauri
XX Centauri é uma estrela variável na constelação de Centaurus. Uma variável Cefeida, sua magnitude aparente visual varia entre 7,30 e 8,31 ao longo de um período de 10,954348 dias. A partir de medições de paralaxe pela sonda espacial Gaia, está a uma distância de aproximadamente 1813 parsecs (5900 anos-luz) da Terra, com uma incerteza de 86 parsecs. Esse valor é maior que estimativas indiretas anteriores, baseadas na luminosidade da estrela, que davam distâncias de 1400-1600 parsecs.
Esta estrela é classificada com um tipo espectral de F6-G4(F7/8II), indicando que é uma gigante luminosa que varia entre as classes espectrais F6 e G4 ao longo de um ciclo de pulsação. Da mesma forma, seu raio de aproximadamente 57,8 raios solares varia em 14%. Sua temperatura efetiva já foi medida em 5953 K. XX Centauri tem uma massa de 3,3 vezes a massa solar e uma idade de aproximadamente 67 milhões de anos.
XX Centauri é uma binária espectroscópica, apresentando velocidade radial variável consistente com uma estrela companheira em uma órbita circular com período orbital de 924,1 ± 1,1 dias. Observações com o International Ultraviolet Explorer não detectaram emissão ultravioleta significativa do sistema, indicando que a estrela secundária tem um tipo espectral mais frio que A1V e uma massa de menos de 2,1 massas solares.